# Норт-Сейлем (Нью-Йорк)
Норт-Сейлем (англ. North Salem) — місто (англ. town) в США, в окрузі Вестчестер штату Нью-Йорк. Населення — 5243 особи (2020).

## Демографія
Згідно з переписом 2010 року, у місті мешкали 5104 особи в 1811 домогосподарстві у складі 1329 родин. Було 2082 помешкання
Расовий склад населення:
| - 93,6 % — білих - 1,7 % — азіатів - 1,2 % — чорних або афроамериканців - 0,2 % — корінних американців - 1,8 % — осіб інших рас |

До двох чи більше рас належало 1,5 %. Частка іспаномовних становила 7,5 % від усіх жителів.
За віковим діапазоном населення розподілялося таким чином: 24,0 % — особи молодші 18 років, 58,1 % — особи у віці 18—64 років, 17,9 % — особи у віці 65 років та старші. Медіана віку мешканця становила 45,8 року. На 100 осіб жіночої статі у місті припадало 94,1 чоловіків;  на 100 жінок у віці від 18 років та старших — 92,1 чоловіків також старших 18 років.
Середній дохід на одне домашнє господарство  становив 195 815 доларів США (медіана — 137 414), а середній дохід на одну сім'ю — 222 372 долари (медіана — 170 064). Медіана доходів становила 116 375 доларів для чоловіків та 70 179 доларів для жінок. За межею бідності перебувало 5,2 % осіб, у тому числі 11,6 % дітей у віці до 18 років та 0,1 % осіб у віці 65 років та старших.
Цивільне працевлаштоване населення становило 2687 осіб. Основні галузі зайнятості: освіта, охорона здоров'я та соціальна допомога — 22,4 %, науковці, спеціалісти, менеджери — 16,9 %, роздрібна торгівля — 11,4 %, фінанси, страхування та нерухомість — 9,0 %.